# 謝書林
謝書林（1876年—？），字東府，奉天省柳河縣人。中華民國政治人物，中華民國第一屆國會第一期常會議員（奉天省參議員）。